# Fahrenheit 451 (roman)

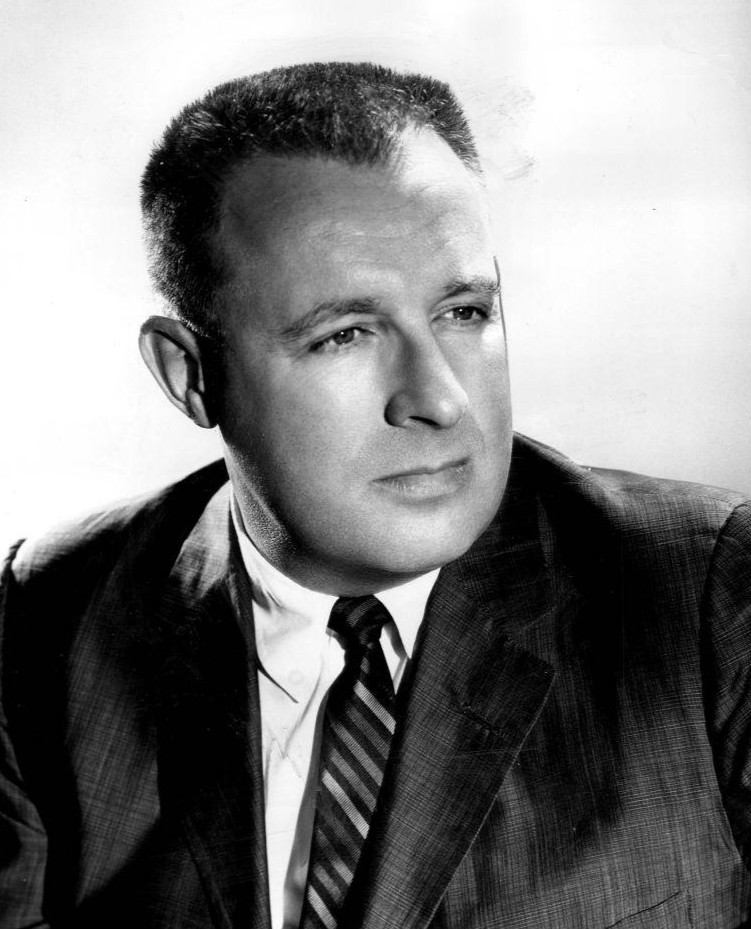
Ray Bradbury

Fahrenheit 451 (1953) is een dystopisch sciencefictionboek van de Amerikaanse schrijver Ray Bradbury. Het speelt in een wereld waar boeken verbannen zijn, en kritische gedachten worden onderdrukt. De titel refereert aan de temperatuur waarop boekpapier vlam vat en verbrandt, 451 graden Fahrenheit (ca. 233 graden Celsius).
De verhaallijn behandelt problemen die in de tijd dat het boek werd geschreven belangrijk waren: censuur en onderdrukking van gedachten en ideeën in de jaren 50 in de Verenigde Staten (mccarthyisme), het verbranden van boeken in nazi-Duitsland vanaf 1933 en de verschrikkelijke gevolgen van het gebruik van een atoombom.

## Inhoud
Het verhaal speelt in de 24e eeuw in een land waar niemand meer boeken leest omdat het leven snel geleefd moet worden. Er is geen tijd meer voor lezen. De ideeën in boeken worden aangezien als verketterend en boeken worden dan ook verbrand op het moment dat ze worden ontdekt.
Guy Montag werkt als brandweerman ("fireman"), iets wat in die tijd betekent dat hij boeken verbrandt. Hij houdt wel van zijn baan en beschouwt de kerosinelucht die om hem heen hangt als een soort parfum. Als hij na zijn werk thuiskomt voelt hij zich eenzaam. Zijn vrouw Mildred wil 24 uur per dag vermaakt worden en heeft dan ook een kleine radio permanent in haar oor en de drie tv's in het appartement staan ook de hele dag aan.
Montag ontmoet op een dag Clarisse McClellan, een buurmeisje dat als "abnormaal" wordt gezien omdat ze vriendelijk is en aandacht heeft voor de wereld om haar heen. Na met haar gesproken te hebben ziet hij niet langer het probleem dat boeken zouden veroorzaken en wil graag weten wat erin staat geschreven. Hij zoekt daarna contact met Faber, die een hoogleraar Engels was voordat zijn colleges overbodig werden gemaakt en probeert zijn vrouw en vrienden ervan te overtuigen dat boeken het waard zijn gelezen te worden. Dit loopt slecht af.
Montag wordt vervolgens gevraagd een huis aan te steken en komt erachter dat het om zijn eigen huis gaat. Hij confronteert zijn baas, Beatty, en steekt het huis aan. Als Beatty dreigt Faber te vinden vermoordt Montag Beatty en vlucht. Hij waarschuwt Faber en vertrekt alleen op een moeizame reis via de rivier en een oude spoorweg. Eenmaal buiten de stad komt hij een groep bannelingen tegen die lopende bibliotheken zijn - mannen die hele boeken van buiten hebben geleerd zodat ze ze met anderen kunnen delen en in sessies verhalen vertellen.
De stad wordt uiteindelijk verwoest door een atoombom, waardoor de mensen die er wonen samen met hun ideeën worden vernietigd. Misschien is er dan nog hoop dat mensen weer opnieuw uit boeken zullen lezen en zullen leren van de geschiedenis.

## Film en radio
Het boek werd in 1966 met een aantal aanpassingen verfilmd door François Truffaut, met Oskar Werner in de hoofdrol. Frank Darabont is al sinds eind jaren 90 bezig om het budget rond te krijgen voor een remake. Daarnaast is het verhaal ook tweemaal door de BBC voor radio opgenomen. In mei 2018 is er een verfilming van Ramin Bahrani uitgekomen.

## Invloed
De titel van Bradbury's boek is een algemene term geworden voor censuur en is verschillende malen gebruikt in afgeleide titels, waaronder een whitepaper van de American Civil Liberties Union in 1997 Fahrenheit 451.2: Is Cyberspace Burning?. Ook Michael Moore's film Fahrenheit 9/11 (2004) is gebaseerd op de titel - Michael Moore geeft aan dat Fahrenheit 9/11 de temperatuur is waarop vrijheid vlam vat. Bradbury ging niet akkoord met deze verwijzing naar zijn boek.